# Execuție prin tăiere cu ferăstrăul (tortură)

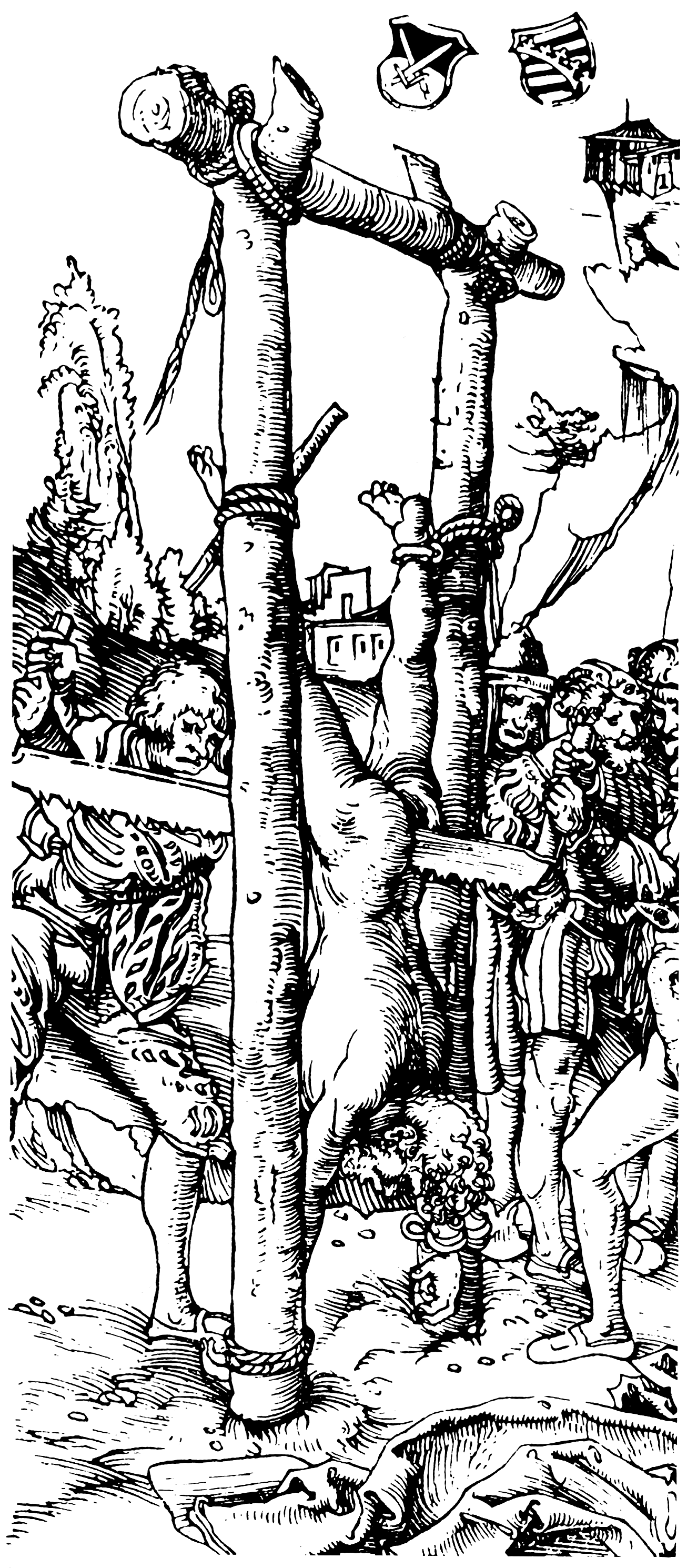
Execuţia prin tăierea cu ferăstrăul, xilogravură de Lucas Cranach cel Bătrân

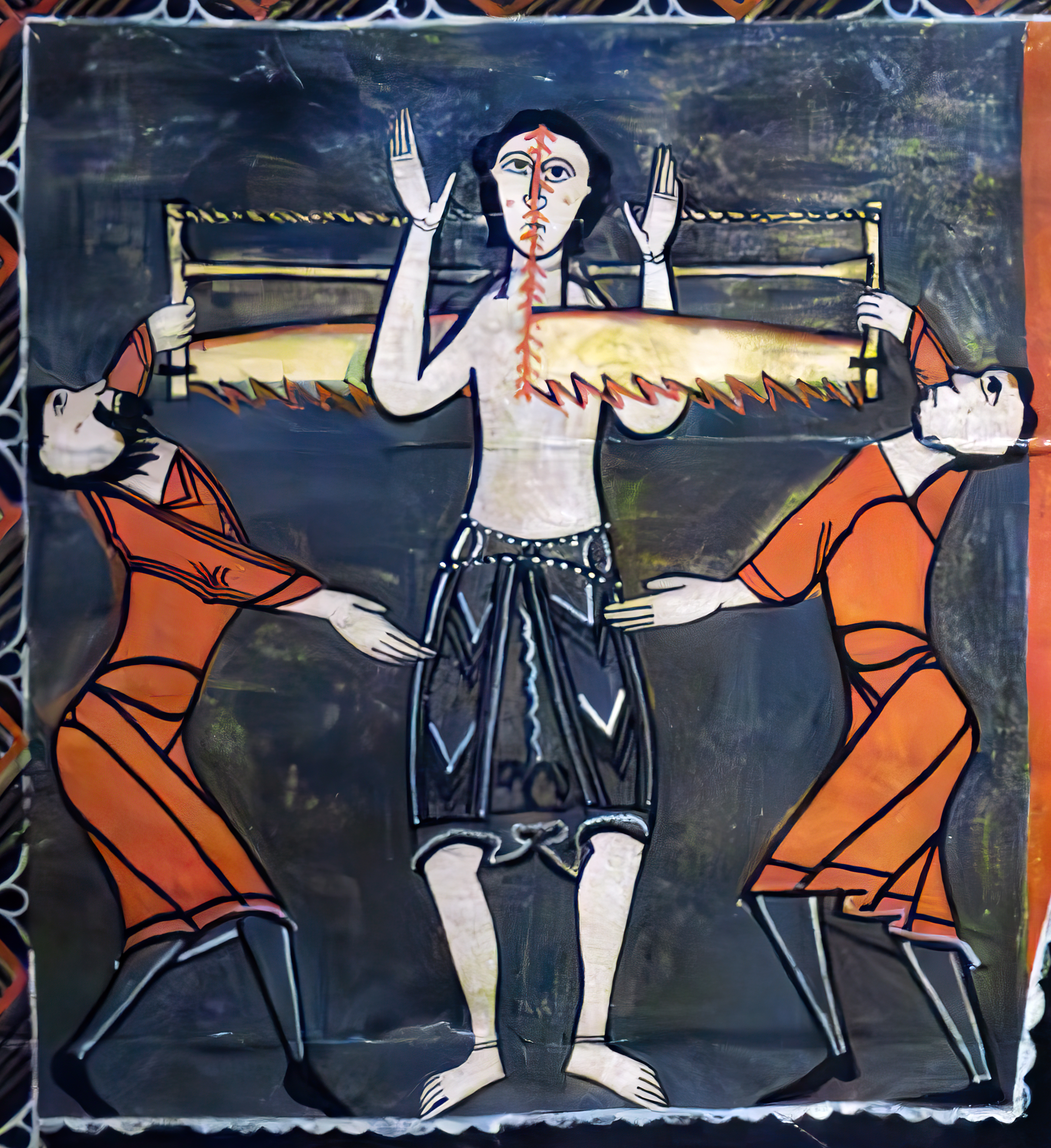
Execuţia prin tăierea cu ferăstrăul dinspre cap

Execuția prin tăierea cu ferăstrăul avea loc, în Europa, prin atârnarea cu capul în jos a condamnatului la pedeapsa cu moartea. Călăii, folosind un ferăstrău mare, tăiau corpul acestuia în două, începând cu zona genitală și terminând cu capul. Deoarece persoana atârna cu capul în jos, creierul primea suficient sânge pentru a rămâne în viață până ce ferăstrăul secționa artera principală din abdomen. 
În Asia, execuția prin tăierea cu ferăstrăul se făcea cu condamnatul în picioare, iar tăierea cu ferăstrăul începea de la cap în jos.
Pe 25 septembrie 1396 a avut loc Bătălia de la Nicopole. În urma bătăliei, răzbunarea lui Baiazid I a fost cruntă, dar și economică. Prizonierii fără rang i-a decapitat sau tăiat cu ferăstrăul, pe când răscumpărarea nobililor s-a cântărit în mult aur.